# Plectophanes
Plectophanes es un género de arañas araneomorfas de la familia Cycloctenidae. Se encuentra en  Nueva Zelanda.

## Lista de especies
Según The World Spider Catalog 12.0:
- Plectophanes altus Forster, 1964
- Plectophanes archeyi Forster, 1964
- Plectophanes frontalis Bryant, 1935
- Plectophanes hollowayae Forster, 1964
- Plectophanes pilgrimi Forster, 1964